# زنبور الرمل

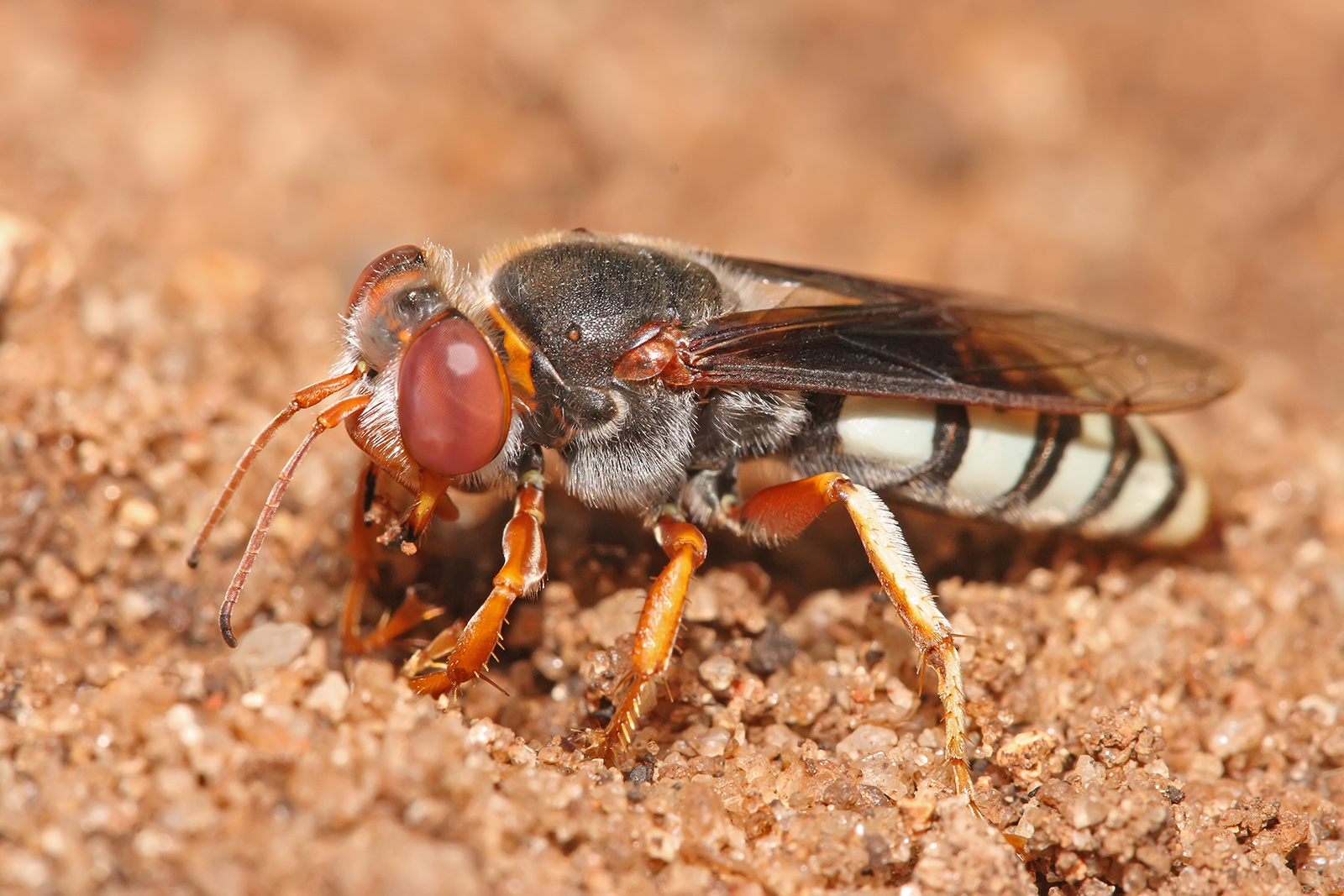
نوع من الزنبور الرمل في تنزانيا، دار السلام.

زنبور رمل (الاسم العلمي Bembix)، جنس دبابير مفترسة عالمية الأنتشار تنتمي إلى فصيلة الزنابير الرملية. تتميز بالألوانها الزاهية. تضم 380 نوع.